# Visconde de Ruães
Visconde de Ruães é um título nobiliárquico criado por D. Luís I de Portugal, por Carta de 25 de Setembro de 1872, em favor de Bento Luís Ferreira Carmo.
Titulares
1. Bento Luís Ferreira Carmo, 1.º Visconde de Ruães.